# Olive Ann Beech
Olive Ann Beech, ou simplement Olive Beech, (née le 25 septembre 1903 à Waverly et morte le 6 juillet 1993 à Wichita) est une femme d'affaires américaine pionnière de l'aviation.
Elle est la cofondatrice (avec notamment son mari Walter) et présidente de la Beech Aircraft Corporation (Beechcraft) en 1932.
Elle a remporté plus de récompenses, d'honneurs et de citations que toute autre femme dans l'histoire de l'aviation américaine et est souvent appelée la « première dame de l'aviation ».
Elle est intronisée au National Aviation Hall of Fame.